# ساترن اوت‌لوک
ساترن آوت‌لوک (Saturn Outlook) خودرویی است که در سال‌های ۲۰۰۶ تا ۲۰۱۰در ایالات متحده آمریکا تولید شده‌است. طراحی آن موتور جلو، خودرو محور جلو، خودرو چهار چرخ محرک بوده طول آن در حالت طبیعی ۲۰۰٫۷ اینچ (۵٬۰۹۸ میلیمتر)، عرض آن در حالت طبیعی ۷۸٫۲ اینچ (۱٬۹۸۶ میلیمتر) و ارتفاع آن در حالت طبیعی ۶۹٫۹ اینچ (۱٬۷۷۵ میلیمتر) است.